# Ratsch an der Weinstraße
Ratsch an der Weinstraße (tiếng Slovenia: Račane) là một đô thị thuộc huyện Leibnitz trong bang Steiermark, nước Áo. Đô thị Ratsch an der Weinstraße có diện tích km², dân số cuối năm 2005 là 419 người.